# Gmina Usora
Gmina Usora (boś. Općina Usora) – gmina w Bośni i Hercegowinie, w kantonie zenicko-dobojskim. W 2013 roku liczyła 6603 mieszkańców.